# لوسیلیانوس (فرمانده ناوگان)
لوسیلیانوس ( ش. ۳۵۸–۳۶۳) یک فرمانده نظامی رومی در جریان لشکرکشی فاجعه بار امپراتور جولیانوس علیه امپراتوری ساسانی در سال ۳۶۳ بود.
هریس لوسیلیانوس را یکی از مقاماتی معرفی می کند که امپراتور کنستانتیوس دوم در سال ۳۵۸ او را به دربار پسر عموی خود ژولیان فرستاد و سپس به عنوان معاون امپراتور (سزار) در گل حکمرانی کرد تا به عنوان مشاور او خدمت کند و مراقب او باشد.   اولسانیک به طور آزمایشی این نقش را به جای لوسیلیانوس به دیگری می‌کند،  اما نویسندگان PLRE بیان می کنند که دومی در آن زمان به عنوان فرستاده در ایران بود.  لوسیلیانوس ممکن است قیصر کاخ مقدس ژولیان بوده باشد   اما اولزانیچ این را رد می‌کند. 
هنگامی که امپراتور کنونی ژولیان حمله خود را به ایران در سال ۳۶۳ آغاز کرد، لوسیانوس فرماندهی ناوگان رومی را در رودخانه فرات به عهده گرفت.  لوسیلیانوس در جلسه بین رهبران جولیان و ساراسین در 28 مارس  حضور داشت و سپس با یک نیروی کوچک انتخاب شده برای تصرف سنگرهای دشمن به جلو فرستاده شد.  سرنوشت بعدی او نامعلوم است، و او ممکن است در لشکرکشی جان باخته باشد، یا شاید توسط امپراتور از کار برکنار شده باشد. 